# Petr Krabs
Petr Krabs (* 1976) je magik, okultista a jeden z čelných představitelů moderního satanismu v ČR.

## Biografie
V roce 1997 se stává členem Církve Satanovy. V roce 2002 zakládá Rakovnický satanský spolek. V témže roce začíná pod jeho vedením vycházet časopis Osvícení. Tento časopis vychází nepravidelně až do roku 2005. To však nejsou jeho jediné aktivity. Dne 22. srpna 2002 nechává vybudovat po vzoru pražské organizace (Ta v Kyjích v devadesátých letech minulého století zbudovala dnes již legendární Vrch u 13 kamenů.) obřadní místo, které se v průběhu let stává důležitým a významným rituálním shromáždištěm všech satanistů v ČR. Dodnes zde probíhají oslavy při kterých se vykonávají různé satanské obřady včetně těch které osobně sepsal.
V roce 2005 poté co Jiří „Big Boss“ Valtr rezignoval na svou funkci Velmistra a odešel do ústraní, se Petr Krabs f. Samael aktivně podílel na transformaci Církve Satanovovy a pomáhal mistru Pavlu Brndiárovi Tau-Paulus (dříve f. Archechempe) se založením Prvního česko-slovenského chrámu církve Satanovy. V té době se rovněž stal členem Rady 13, která od svého vzniku řídí světskou činnost této organizace.
Petr Krabs f. Samael – Pán Meče kněz II. stupně publikoval množství článků věnovaných problematice moderního satanismu. Jeho tvorba nejčastěji vychází v časopisu The Abyss. Mimo to je autorem pozoruhodných obřadů a magických rituálů. Zvláštní pozornost věnuje obřadní praxi při uctívání entit z Necronomiconu. Je spoluautorem několika Chrámových publikací. Jednou z nejvýznamnějších bude patrně Satanský evokační grimoár.
Mezi lety 2008 a 2011 se společně s dalšími adepty magie podílel na rozšíření a zdokonalení okultní techniky sloužící ke snovému putovaní do Hypnova chrámu poznání.

## Záliby
K jeho velkým zálibám patří kromě magie a okultismu také četba, horolezectví a teraristika. V současné době se věnuje chovu exotických plazů, především hadů.

## Hudba
Také se věnuje řadu let na amatérské úrovni hudbě. Hrál v kapelách:
- Zvláštní záznamy
- Hell
- Antikrist
- Malström

V roce 1997 byl jedním se zakládajících členů kapely Warchild, ve které v současné době působí jako zpěvák, kytarista a částečně i jako textař. Tato kapela hraje směs thrash, black a death metalu.